# راه‌آهن‌جات

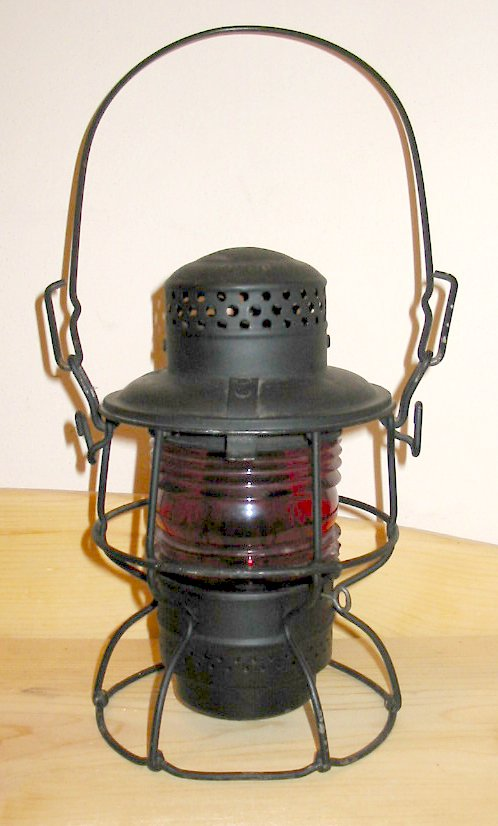
فانوس ترمزبان از راه‌آهن شیکاگو و شمال غربی. فانوس‌هایی مانند این یک نوع معمولی از راه‌آهن هستند.

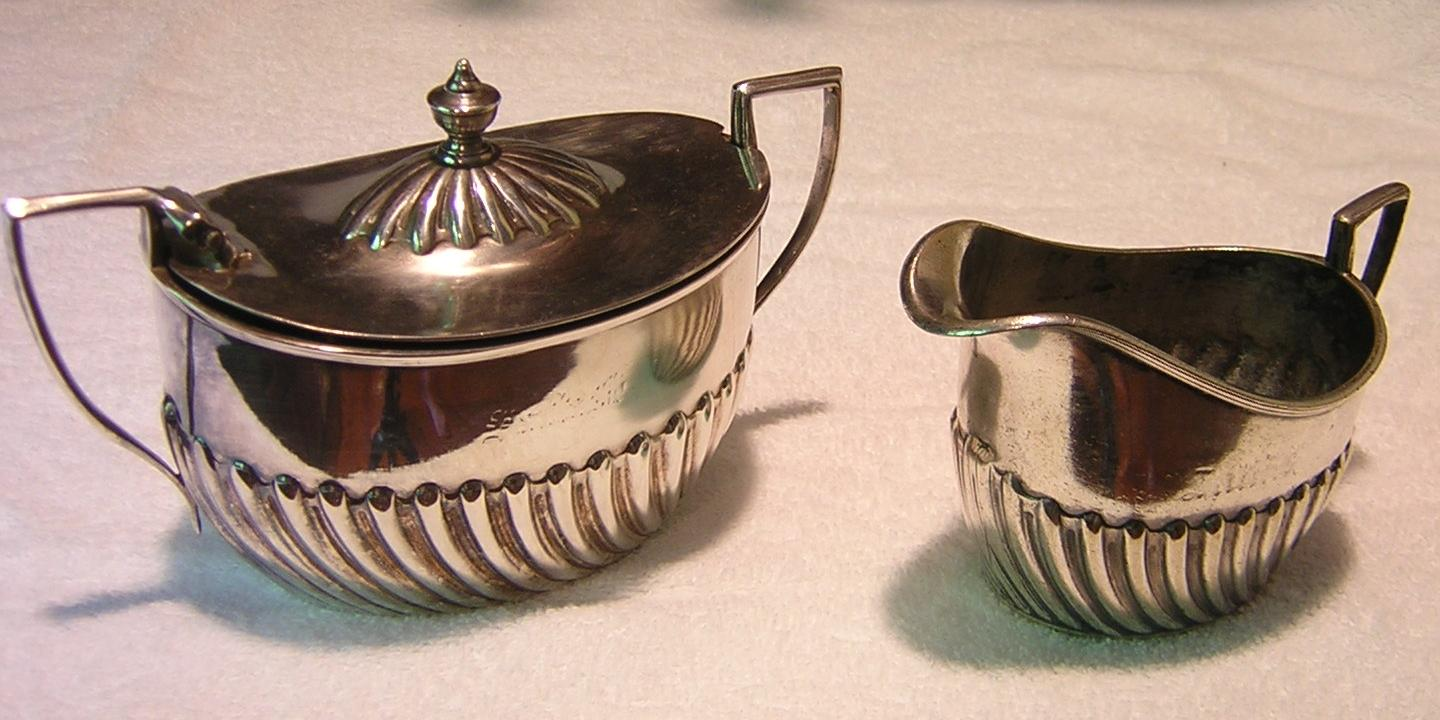
یک کاسه خامه و شکر که توسط آچیسون، توپکا و راه‌آهن سانتافه استفاده می‌شد، ساخته شده توسط هریسون و هاوسون برای سرویس واگن غذاخوری

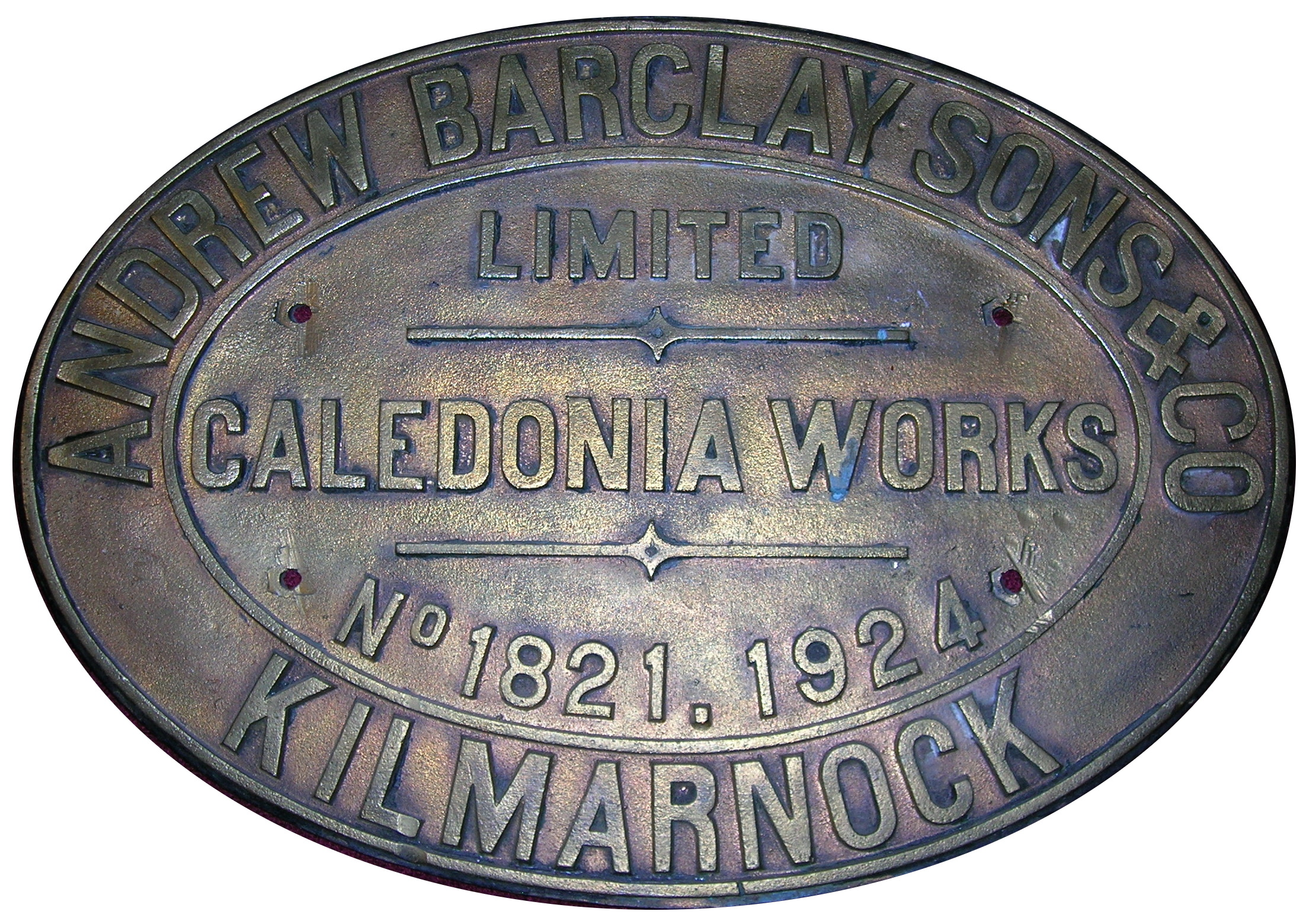
یک پلاک برنجی از لوکوموتیو اندرو بارکلی در سال ۱۹۲۵

راه‌آهن‌جات یا خط‌آهن‌جات به آثار باستانی راه‌آهن فعلی یا سابق در سراسر جهان اشاره دارد. راه‌آهن‌جات می‌تواند شامل موارد زیر باشد:
- فانوس نشانگر یا ترمزبان
- میخ‌های تاریخ، میخ‌های ریلی، یا بخش‌های کوتاه ریل
- رومیزی واگن غذاخوری، ظروف‌توگود، کارد و چنگال، یا ظروف چینی
- پلاک‌نام‌های لوکوموتیو یا پلاک‌های سازنده
- مواد تبلیغاتی یا آگهی از خدمات مسافری و حمل و نقل راه‌آهن
- برنامه‌زمانی عمومی یا کارکنان
- ابزارهای دستی راه‌آهن مانند آچار، بیل یا چوبدستی ترمزبان
- پایه یا کلیدهای سوزن راه‌آهن
- پارچه‌های کتانی واگن خواب
- علائم راه‌آهن و تابلوهای ایستگاه
- تابلوهای کنار مسیر مانند نشانگرهای کیلومترشمار، علامت سوت، یا تابلوهای یخ‌زدا
- فرم‌های اعزام قطار و سفارش‌های قطار
- بوق قطار و سوت قطار

انواع بیشتری از راه‌آهن‌جات در دسترس مجموعه‌دار وجود دارد. برخی از مجموعه‌داران راه‌آهن‌جات اقلامی به بزرگی خط‌روِ پشتیبان یا واگن مسافر کامل را در مجموعه خود دارند.